# Poco di buono 2
Poco di buono 2 è il settimo album in studio del rapper italiano Vacca, pubblicato il 26 gennaio 2017 dalla DG500.
Il disco è stato anticipato dal singolo Calze con le ciabatte e dai video di Ne voglio di più, Poco, Asciugamano in testa, Via perché, Street cinema e Shampoo.

## Tracce
1. Gentile – 3:56
2. Shampoo – 3:39
3. Asciugamano in testa (feat. Mboss) – 3:21
4. Street Cinema (feat. Amill Leonardo) – 3:03
5. Ne voglio di più (feat. Jamil) – 4:02
6. La dedico a te – 3:52
7. Poco (feat. Jesse Pinkman) – 3:47
8. Medusa – 4:03
9. Carabbista (feat. Mboss) – 2:49
10. Verità (feat. Loge) – 3:50
11. Leader Freestyle – 2:53
12. Solo andata (feat. Mosè Cov) – 2:12
13. Te lo immagini (feat. Melo) – 2:48
14. Calze con le ciabatte – 3:31
15. D.F.W.U (feat. Nerone) – 4:05